# Années 780 av. J.-C.
Les années 780 av. J.-C. couvrent les années de 789 av. J.-C. à 780 av. J.-C.

## Événements
- Vers 790-750 av. J.-C. : règne de Jéroboam II, roi d’Israël à la mort de Joas. Il exerce son pouvoir sur la Syrie-Palestine depuis Lebo-Hamat jusqu’au golfe d’Aqaba. Il s’allie avec le roi de Tyr (Milkiram ?). Sous son règne, Israël et la Judée connaissent la prospérité démographique et économique. Jéroboam II contrôle la route des caravanes entre Gaza et Eilat. Il réforme l’administration et organise un recensement[1].
- Vers 790 av. J.-C. : Amasias de Juda est libéré à la mort de Joas. Mal accueilli à Jérusalem, il se réfugie dans la place forte de Lakish, et laisse l’administration du royaume à son fils Ozias[2].

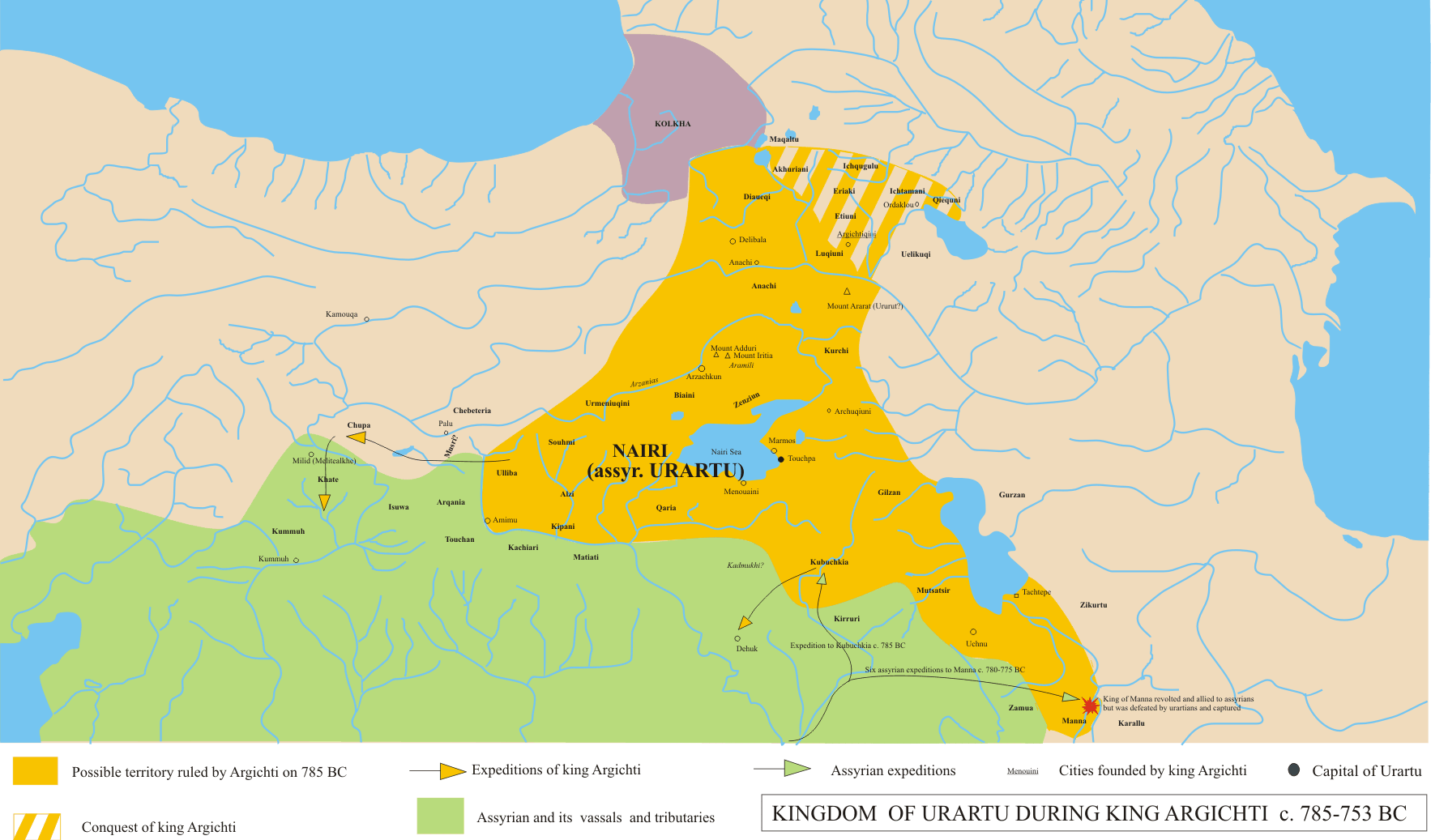
L'Urartu de 785 à 753.

- 788-766 av. J.-C. : règne de Argishti Ier, roi d’Urartu. Il occupe la haute vallée de l’Araxe, en Transcaucasie et y fonde le forteresses royales d’Irbuni, près de l’actuelle Erevan et d’Argishtihinli (Armavir). Le royaume d’Urartu, centrée sur Arménie actuelle, atteint son apogée[3].
- 782-773 av. J.-C. : règne de Salmanazar IV, roi d’Assyrie. Sous son règne, son turtânu Shamshi-ilu mène cinq campagnes contre l’Urartu, une contre les Itu (nomades de la vallée de l’Adhem) et deux en Syrie[3]. Stagnation de l’Assyrie jusqu’en 745 av. J.-C.
- 781-739 av. J.-C. : règne d’Ozias (Ouzyahu, aussi nommé Azarias), roi de Juda[3]. Amasias de Juda est assassiné à Lakish. Le règne de son fils Ozias est marqué par un redressement économique et militaire du pays. Cette prospérité permet une politique extérieure plus active pendant la deuxième moitié du règne : reconstruction d’Eilat, campagnes contre les Philistins (prise de Gat, de Yabné et d’Ashdod), protectorat sur les peuples du Sud de la Philistie jusqu’en Égypte, tribut des Ammonites. Ozias développe l’agriculture et l’élevage. Un nouveau type de pressoir à huile entraîne une production plus importante et facilite l’importation vers la Phénicie et l’Égypte. Ozias réorganise l’armée en préparant la mobilisation générale, l’armement étant fourni par des magasins royaux. Il reconstruit l’enceinte de Jérusalem et l’équipe de machines de guerre[1].
- 781-771 av. J.-C. : règne de Zhou Youwang, douzième souverain de la dynastie Zhou, en Chine[4]. Il fut un roi maladroit.